# Eggenberg család
A krumaui herceg Eggenberg család egy stájerországi osztrák nemesi család, mely a 18. században kihalt.

## A család rövid története

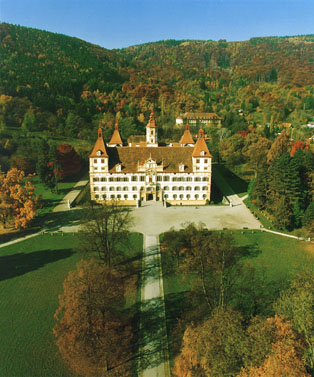
Az Eggenberg-kastély

Az Eggenbergek első ismert őse Hans Ulrich Eckenberger, aki Graz város bírája volt egy 1432-es feljegyzés szerint. Az ő fia, Balthasar Eckenberger zu Eggenberg egy 1460-as lelet szerint Graz, Laibach és Sankt Veit an der Glan apródmestere volt. Balthasar fia, Wolfgang, állítólag már Graz városának polgármestere volt. Wolfgang fia, Seyfried volt az első, aki nemességet kapott, ő lett Erbersdorf ura. Később Seyfried fia, Hans Ulrich lett talán a leghíresebb Eggenberg. Ő volt az, aki elnyerte családja számára a Krumau hercege címet 1628-ban. Szintén ő volt, aki kastélyokat építtetett a családnak Grazban, Krumauban, majd Sopronban is. Idősebbik fia készíttette a híres Eggenberg aranyhintót, amivel a pápához látogatott. Másik fia hozatta mai formájába a krumaui kastélyt, ő építtette hozzá a színházat és a franciakertet is. Azonban amilyen gyorsan felemelkedett a család, olyan gyorsan el is tűnt. 1774. november 24-én meghalt az utolsó Eggenberg, Maria Theresia Josepha von Eggenberg und von Krumau hercegnő.

## Jelentősebb családtagok
- Hans Ulrich von Eggenberg (1568-1634)
- Johann Anton I. von Eggenberg (1610-1649)
- Johann Anton II. von Eggenberg (1669-1716)
- Johann Christian I. von Eggenberg (1641-1710)
- Johann Christian II. von Eggenberg (1704-1717)
- Johann Seyfried von Eggenberg (1644-1713)

## Az eddig ismert családfa
- Hans Ulrich Eckenberger (?-1448) felesége: Barbara Giebinger
  - Balthasar Eckenberger zu Eggenberg (?-1493) felesége: Barbara von Pain
    - Wolfgang Eggenberger (?-1536) felesége: Ursula Sibylla Panichar
      - Anna (?) 1.férje: Hans Georg von Königsfeld; 2.férje: Balthasar von Eibiswald
      - Judith (?) férje: Johann von Haimb
      - Balthasar (?)
      - Levinus (?)
      - Seyfried von Eggenberg (1526-1594) felesége: Anna Benigna Galler von Schwanberg
        - Sibylla (?) 1.férje: Georg von Lengheimb; 2.férje: Lorenz Stöger von Ladendorf
        - Anna Maria (?) 1.férje: Karl von Herberstorff; 2.férje: Johann Leonhard von Herberstein
        - Benigna (?) férje: Hektor von Sonderndorf
        - Hans/Johann Ulrich (1568-1634) felesége: Maria Sidonia von Thannhausen
          - Maria Anna (?)
          - Maria Ottilia (?)
          - Maria Sidonia (?) férje: Julius Neidhard von Mörsberg
          - Maria Franziska (1607-?) férje: Karl Leonhard Harrach zu Rohrau und Thannhausen
          - Johann Anton (1610-1649) felesége: Anna Maria von Brandenburg-Bayreuth
            - Maria Elisabeth (1640-1715) férje: Ferdinand Joseph von Dietrichstein
            - Johann Christian (1641-1710) felesége: Maria Ernestina zu Schwarzenberg
              - Leopold Johann Joseph Dominik (?)

            - Maria Franziska (1643?)
            - Johann Seyfried (1644-1713) 1.felesége: Maria Eleonora von und zu Liechtenstein; 2.felesége: Maria Josepha von Orsini und Rosenberg
              - Johann Anton Joseph (1669-1716) felesége: Maria Karolina ze Šternberka
                - Maria Theresia (?)
                - Maria Charlotte Anna Josepha Innocencia Apollonia (?)
                - Maria Eleonora Anna Josepha (1694-1774) 1.férje: Josef Patrik Leslie; 2.férje: Andreas Siegmund von Welz; 3.férje: Johann Leopold Franz von Herberstein
                - Maria Theresia Josefa (1695-1774) férje: Karl Kajetan Leslie
                - Johann Christian Seyfried (1704-1717)

              - Leopold Jan Josef (1675)
              - Maria Josefa Amalia Antonia (1709-1755) férje: Johann Wilhelm von Sinzendorf und von Thannhausen

          - Maria Margarete Theresia (1617?-1657) 1.férje: Adam Pavel Slavata z Chlumu a Košumberka; 2.férje: Michael Johann von Althann

  - Hans Eggenberger (?-1481)
    - Andreas (?-1517)
      - Christoph (?-1551) felesége: Helene von Fieger 
        - Ruprecht (?-1611)
        - Bartholomäus, (1547-1585) felesége: Justine von Breuner
          - Johanna Eleonore (1582-1649) férje: Hans Galler von Schwamberg
          - Wolfgang (?-1615)